# (15278) Pâquet
(15278) Pâquet ist ein Asteroid des Hauptgürtels, der am 6. August 1991 vom belgischen Astronomen Eric Walter Elst an der Europäischen Südsternwarte in Chile entdeckt wurde.
Benannt wurde er am 1. Mai 2003 zu Ehren des belgischen Astronomen Paul Pâquet (* 1937), der von 1990 bis 2002 die „Königliche Belgische Sternwarte“ (Observatoire royal de Belgique) in Uccle leitete.